# Marcel Rainaud
Marcel Rainaud (* 1. April 1940 in Talairan; † 10. April 2020 in Béziers) war ein französischer Politiker (Parti socialiste) und Lehrer.

## Leben
Rainaud wurde 1940 in dem kleinen Dorf Talairan mit etwa 500 Einwohnern im Département Aude geboren. Seite Eltern Émile Rainaud (1920–2009) und Marcelle Rainaud (1918–2008) waren Winzer. Nach dem Besuch der Grundschule in Taleiran lernte er am Lycée Henri IV im 70 Kilometer entfernten Béziers. Danach wurde er Mathematiklehrer, was er bis zu seiner Pensionierung blieb.
Mit 18 Jahren trat Rainaud 1958 der Französischen Sektion der Arbeiter-Internationale (SFIO) bei, der Vorgängerin der heutigen Parti socialiste (PS). Er wurde in Talairan Schöffe und war von 1983 bis 2000 Bürgermeister von Talairan. 1988 wurde Rainaud in den Generalrat des Départements Aude gewählt. Er war von 1988 bis 1993 Stellvertreter von Joseph Vidal (geb. 1933). Im Jahr 1998 wurde zum Präsidenten des Generalrats ernannt. Im selben Jahr wurde Rainaud Stellvertreter von Raymond Courrière (1932–2006). Nach dessen Tod am 11. August 2006 rückte Marcel Rainaud am 12. August 2006 in den französischen Senat nach. Am 21. September 2008 wurde er in der ersten Runde mit 76 % der Stimmen wiedergewählt. Am 12. September 2010 erklärte der siebzigjährige Rainaud gegenüber der Presse, dass er zur Kantonswahl von Lagrasse im März 2011 nicht wieder antreten werde. Er blieb aber Senator von Aude, trat jedoch zu den Senatswahlen 2014 nicht mehr an.

## Liste der Mandate
- Senator für das Département Aude von 2006 bis 2014
- Präsident des Generalrates des  Départements Aude von 1998 bis 2011
- Mitglied des Generalrats für den Wahlkreis Lagrasse von 1988 bis 2011
- Gemeinderat in Talairan
- Bürgermeister von Talairan von 1983 bis 2000